# Силян Вълчев
Силян Спасов Вълчев е български революционер, битолски деец на Вътрешната македоно-одринска революционна организация.

## Биография
Вълчев е роден в 1857 година в Цер, Битолско, в Османската империя, днес в Северна Македония. Завършва основно училище. Влиза във ВМОРО в 1898 година, като е покръстен от Даме Груев. По-късно оглавява Битолския революционен комитет. Многократно осъждан за революционна дейност.